# Batuka
Batuka és un ball sorgit de la barreja de danses llatines (salsa, reggaeton, rumba cubana, flamenc, samba, etc.) i la gimnàstica. Va ser creat per la coreògrafa Jessica Expósito i el compositor Kike Santander i popularitzat a través de l'edició del 2005 del programa televisiu Operación Triunfo. Va ser un dels fenòmens de l'estiu del 2006 a l'estat espanyol juntament amb El Koala. Hi ha qui considera que afavoreix que els músculs es tonifiquin, s'adquireix sentit de coordinació i és un bon complement de les dietes per aprimar-se.
Uns DVD que es van comercialitzar al principi de la popularització d'aquest ball van servir per posar nom a algunes variants, que bàsicament es diferencien pel nivell de dificultat de moviments.
- Latin : És el bàsic.
- Júnior : A partir de 12 anys.
- Power : A partir dels 16 anys.
- Beach : Per a l'estiu.
- Zeen : Amb ritmes de ioga i chill out.[4]
- Extreme : El nivell més difícil no professional.
- Latin New Generation I : Nivell professional.
- Latin New Generation II : A punt de ser professor.
- Cardiofit : El nivell màxim, per als professors.